# Hesperochernes unicolor
Hesperochernes unicolor är en spindeldjursart som först beskrevs av Banks 1908.  Hesperochernes unicolor ingår i släktet Hesperochernes och familjen blindklokrypare. Inga underarter finns listade i Catalogue of Life.